# Den 11. time (Matador)
 For alternative betydninger, se Den 11. time. (Se også artikler, som begynder med Den 11. time)
"Den 11. time" er det tyvende afsnit af den danske tv-serie Matador. Det blev skrevet af Lise Nørgaard og instrueret af Erik Balling.
Afsnittet foregår i januar-april 1945.

## Handling
Mads Skjern har tjent mange sorte penge under besættelsen, og han ønsker bruge dem på at købe Havgården. For at sløre sporet af pengene og bagmanden, bruger han Jørgen Varnæs som en form for stråmand, ved at lade ham købe gården for så at sælge den videre til Mads.
En dansk nazist opsøger Ingeborg Skjern for at fortælle at hendes eksmand og Ellens biologiske far er faldet på Østfronten.
Misse Møhge bliver gift med overlærer Andersen. Han bliver dog syg umiddelbart efter brylluppet og han dør få uger efter.
Agnes Jensen overtaler med list Katrine Larsen til at sælge hende den ejendom ved branddammen, som Agnes hidtil har lejet af hende. Hun vinder derved et væddemål med Mads om at Katrine aldrig ville sælge.
Ulla Jacobsens kæreste Poul Kristensen bliver skudt af tyskerne under en aktion med modstandsbevægelsen. Det får Kristen Skjern og dr. Hansen til at gå under jorden.